# Adegem Canadian War Cemetery
Adegem Canadian War Cemetery is een Britse militaire begraafplaats met gesneuvelden uit de Tweede Wereldoorlog, gelegen in het Belgische dorp Adegem, deelgemeente van Maldegem. De begraafplaats ligt in het oosten van het dorpscentrum, langs de weg van Adegem naar Eeklo (N9) en wordt onderhouden door de Commonwealth War Graves Commission. Er worden 1.155 doden herdacht, waaronder 45 niet geïdentificeerde. 
De begraafplaats werd ontworpen door Philip Hepworth en heeft een rechthoekig grondplan met een oppervlakte van 18.145 m². De graven liggen symmetrisch aangelegd in twaalf perken. Centraal staat het Cross of Sacrifice en achteraan bevindt zich een gedenkruimte. Jaarlijks vindt, op de tweede zondag van september, een Canadees-Poolse herinneringsplechtigheid plaats.

## Geschiedenis
Eind september 1944 hadden de geallieerden al Antwerpen in handen, maar de Duitsers hadden nog de oevers van de Scheldemonding in handen. Van oktober tot begin november werd gevochten om ook deze Scheldedelta te bevrijden, vooral door de 3rd Canadian Division samen met de 4th Canadian Armoured Division en de 52nd Division. Daarbij werd twee weken hard gestreden voor de oversteek van het Leopoldkanaal.
De begraafplaats ontstond al tijdens de oorlog en werd opgericht op verzoek van Canada. Het doel was om alle inderhaast gedolven soldatengraven samen te brengen op één plaats. In mei 1945 waren er al meer dan 800 soldaten die een laatste rustplaats gekregen hadden in Adegem. De meeste graven zijn van soldaten die sneuvelden ten zuiden van de Schelde, maar enkele werden ook van elders in het land overgebracht.
Onder de geïdentificeerde slachtoffers zijn er 838 Canadezen, 234 Britten, 2 Australiërs en 2 Nieuw-Zeelanders. Een niet geïdentificeerde Britse zeeman die omkwam tijdens de Eerste Wereldoorlog werd hier eveneens bijgezet. Daarnaast telt de begraafplaats 33 Poolse en twee Franse graven.
Opmerkelijk is hoe sommige Poolse graven twee namen dragen. Dat is te verklaren omdat Poolse soldaten vaak dienst namen onder een valse naam. Zij wilden zo vermijden dat hun familie in Polen zou geviseerd worden door de Duitsers als zij zelf gevangengenomen werden. Op het graf moest uiteindelijk ook hun schuilnaam komen, omdat het anders onmogelijk was voor de strijdmakkers om hun kameraad terug te vinden, terwijl de Poolse familie enkel hun echte naam kende.
In 1952-1953 werd de begraafplaats definitief ingericht. De begraafplaats werd in 2009 als monument beschermd.

## Graven

### Onderscheiden militairen
- Thomas Cripps Lewis, luitenant-kolonel bij de Duke of York's Royal Canadian Hussars werd onderscheiden met de Distinguished Service Order (DSO).
- George Douglas Robinson, luitenant bij de Royal Canadian Air Force en Ronald James Robinson, piloot bij de  Royal Air Force Volunteer Reserve werden onderscheiden met het Distinguished Flying Cross (DFC).
- Ronald Rainey Counsell, majoor bij de Queen's Own Cameron Highlanders of Canada werd onderscheiden met het Military Cross (MC).
- Francis Battersby, korporaal bij de Royal Air Force Volunteer Reserve en Fred Hogilt Jensen, korporaal bij het Canadian Scottish Regiment, R.C.I.C. werden onderscheiden met de British Empire Medal (BEM).
- Lewis Alan White en Jack Howell, beide sergeant bij de Royal Air Force werden onderscheiden met de Distinguished Flying Medal (DFM).
- Acht Canadese militairen werden onderscheiden met de Military Medal (MM): onderofficier Benjamin Richard Francis, sergeant William Henry Clendinning, de korporaals George Kawiuk, Robert Wilson Ellenwood en Donald James Milne, trooper Anthony Devreker, kanonnier William Howe Kirk MacNeill en pionier Raymond Donald Foster.